# Homoeogryllus maroccanus
Homoeogryllus maroccanus är en insektsart som beskrevs av Desutter-grandcolas 1985. Homoeogryllus maroccanus ingår i släktet Homoeogryllus och familjen syrsor. Inga underarter finns listade i Catalogue of Life.